# Mirai (film)
Mirai (未来のミライ?, Mirai no Mirai, lett. "Mirai del futuro") è un film del 2018 diretto da Mamoru Hosoda.
Presentato in anteprima mondiale al Festival di Cannes 2018 nella sezione parallela Quinzaine des Réalisateurs, è stato candidato come Miglior Film di Animazione durante la cerimonia dei Premi Oscar 2019 (vittoria poi andata a Spider-Man - Un nuovo universo). La nomination di Mirai è stata la prima in assoluto per un film d'animazione giapponese non prodotto dallo Studio Ghibli.

## Trama
Kun-chan è un bambino di 4 anni, che con la nascita della sorellina Mirai (futuro in giapponese) sente venir meno l'affetto dei suoi genitori, "rubato" dalla nuova arrivata. Cerca di farle degli scherzi, ma i suoi genitori lo riprendono perché l'ha fatta piangere. Sopraffatto dalla gelosia, raggiunge il suo giardino e trova lì un signore che si faceva chiamare "il Principe", che diceva che veniva accudito dai genitori del bambino fino a quando è nato lui. Quindi, quest'ultimo scopre che il Principe non è altri che il suo cane Yukko. Infatti quando lancia al signore il giocattolo del cane, lo riprende numerose volte. Poi, strappa la coda a Yukko, diventando un cane e facendosi vedere dai propri genitori, i quali sono terrorizzati.
Dopo la festa dell'Hinamatsuri, dedicata alle bambine, la madre va via per lavoro e il padre è costretto a occuparsi dei figli. Kun si sente trascurato dal padre, che sta lavorando, e lo odia, poiché lui vuole stare con la madre. Perciò va nel giardino e incontra una ragazza adolescente: si presenta come sua sorella, "Mirai del Futuro". Lei, il fratello e la forma umana di Yukko mettono a posto le bambole della festa, affinché Mirai possa sposarsi il più presto possibile (secondo la tradizione giapponese, infatti, se le bambole non vengono riposte il giorno dopo la fine della festa, la bambina sarà costretta ad aspettare un anno per sposarsi), non senza incontrare molte difficoltà. Mirai ringrazia il fratello e quando la mamma ritorna, è felice di vedere che le bambole sono tornate a posto e ringrazia il marito per aver fatto ciò, nonostante non fosse stato lui a metterle a posto, con il suo stupore.
Dopo aver visto in una foto che alla mamma, quando era piccola, era stato regalato un peluche per il compleanno, anche Kun vuole qualcosa per il suo, nonostante manca tanto. Lui vuole una bicicletta, insiste e fa disordine con i suoi giocattoli, irritando la madre. Kun le risponde che gli sta antipatica e se ne va ancora in giardino. In un giardino sommerso incontra Mirai, che cerca di consolarlo, invano. Kun viene trasportato da dei pesci e si risveglia in una pozzanghera. Trova una bambina che sembra piangere e scopre essere sua madre da giovane. Lei desidera avere un gatto, però, a causa dell'allergia della nonna, questa non ha intenzione di soddisfare il suo desiderio. Lo invita a casa e fanno tanto disordine: corrono, distruggono la casa e sparpagliano il cibo e i suoi oggetti. La nonna di Kun arriva a casa: la bambina gli dice di andare via dalla sua casa e Kun sente il rimprovero fatto a lei. Kun comprende che non deve odiare sua madre.
Finalmente, a Kun viene regalata la bicicletta tanto desiderata. Inizia a provarla nel parco, però dice al padre che vuole imparare ad andare in bicicletta senza le rotelle. Fa molta fatica, anche perché il padre ha dovuto più preoccuparsi di Mirai, poiché una donna di origini anglosassoni ha notato che la piccola piangeva. Quindi lui si ritrova in un edificio, dove trova un uomo riparare una bicicletta. L'uomo lo porta in giro su un cavallo e su una moto, spiegandogli che non deve avere paura quando guida un mezzo, anche una semplice bici: deve solo guardare l'orizzonte e farsi coraggio. Così, Kun impara ad andare in bici e il padre si commuove dopo che la mamma lo ringrazia "per averlo aiutato ad andare in bici". Il bambino scopre che l'uomo che ha sognato non è altri che il bisnonno, deceduto da poco.
Kun e la sua famiglia stanno per andare in vacanza, però il bambino si lamenta, perché i pantaloncini che indossa non gli piacciono e vuole metterne un altro paio, che gli piace di più. Si nasconde nella vasca e si ritrova poi nella stazione di Isogo, dove incontra un ragazzo che gli dice che i pantaloncini non sono la cosa più importante per lui: dice che avrà una delle vacanze più entusiasmanti della sua vita. Kun litiga con lui e sale per un treno, che lo porta a Tokyo.
A Tokyo, non ritrova più i suoi genitori: trova soltanto delle persone simili a loro e una "strega" con le sembianze della mamma (a Kun, quando lei lo faceva arrabbiare, piaceva chiamarla così). Si dirige all'ufficio degli oggetti smarriti, ma non conoscendo i nomi dei genitori né ricordandosi il nome di qualche parente, viene spedito in un binario, dove compare un treno che conduce alla "Terra dei Bambini Soli", una sorta di inferno per i bambini che vengono trovati soli in stazione. Il treno, al posto dei sedili, ha degli scheletri e ha le finestre rosse.
Fortunatamente, Kun trova Mirai: riesce a salvarla dal treno ed ammette di essere suo fratello. Allora l'addetto dell'ufficio degli oggetti smarriti chiama Mirai. La bambina scompare e al suo posto viene Mirai adolescente a salvarlo. Lei lo porta in un albero, dove scopre numerosi eventi riguardo alla sua famiglia:
- il padre sta imparando solo ora ad andare in bicicletta perché, a causa della sua gracilità e debolezza in gioventù, faceva fatica a pedalare;
- la madre smise di desiderare un gatto, dopo che uno randagio aveva ferito e ucciso un piccolo di rondine;
- Yukko aveva una madre, che dovette lasciare per poter vivere con la famiglia di Kun;
- il bisnonno e la bisnonna fecero una gara e se il primo avesse vinto avrebbe sposato la seconda. Il bisnonno, ferito in mare a una gamba durante la Seconda Guerra Mondiale, decise di non arrendersi alla morte e navigò fino alla riva. La bisnonna, innamorata di lui, rallentò, in modo che potessero sposarsi.

Mirai spiega che se tutti questi eventi non fossero accaduti, loro non sarebbero qui. Mirai porta il fratello maggiore nel suo mondo, dove incontra il ragazzo di Isogo: Kun adolescente. Mirai lo saluta, dicendo che lui la rivedrà presto e anche troppo. Kun torna nel presente, dove va con la sua famiglia in vacanza.

## Produzione
In un'intervista per Variety il regista Mamoru Hosoda, ispirandosi alla sua esperienza di padre di due bambini, ha affermato:

## Distribuzione
Il film è stato distribuito nei cinema in Giappone il 20 luglio 2018, mentre in Italia è uscito il 15 ottobre 2018 distribuito da Nexo Digital.

## Riconoscimenti
- 2019 – Premio Oscar[5]
  - Candidatura per il miglior film d'animazione
- 2019 – Golden Globe[6]
  - Candidatura per il miglior film d'animazione
- 2019 – Annie Award[7][8]
  - Miglior film d'animazione indipendente
  - Candidatura per la miglior sceneggiatura in un film d'animazione a Mamoru Hosoda e Stephanie Sheh
- 2019 – Satellite Award[9]
  - Candidatura per il miglior film d'animazione o a tecnica mista